# Schwerin (Brandebourg)
Pour les articles homonymes, voir Schwerin.

Schwerin  est une commune du Brandebourg (Allemagne), située dans l'arrondissement de Dahme-Forêt-de-Spree.